# Meidoorndwergbladroller
De meidoorndwergbladroller (Pammene agnotana) is een vlinder uit de familie bladrollers (Tortricidae). De wetenschappelijke naam is voor het eerst geldig gepubliceerd in 1914 door Rebel.
De soort komt voor in Europa.